# Torgelow am See
Torgelow am See é um município da Alemanha, situado no distrito de Mecklenburgische Seenplatte, no estado de Mecklemburgo-Pomerânia Ocidental. Tem 14,28 km² de área, e sua população em 2019 foi estimada em 454 habitantes.